# Ylva Herholz
Ylva Herholz, född 1955, är en svensk journalist, författare och översättare.

## Biografi
Herholz är journalist och kulturskribent och har medverkat bland annat i Svenska Dagbladet, Axess och Sveriges Radio. Hon anger sig ha intresse för filosofiska och existentiella frågeställningar kring aktuella samhällsfenomen och skeenden, samt för tysk kultur och samtidshistoria.
Hennes mor var svensk med norrländska rötter, medan hennes pappa var tysk. Genom att utforska släktfoton och historia på hennes pappas sida har hon kommit att genomföra en tidsresa med ett pendlande mellan då och nu och mellan det tyska och det svenska. Hon har funnit fragment ur historien som ökat hennes kännedom om både vår svenska självbild och synen på "tyskarna".
I hennes debutbok Tysklands bleka barn: krigsungar kommer till Sverige (2011) skriver hon om ett antal tyska barn som fick komma till Sverige, däribland Herholz farmor med fyra barn. Hon berättar om hur de togs emot och hur deras liv blev i det till synes fridfulla, neutrala och snälla Sverige. Hon försöker också nyansera bilden av den svenska efterkrigsperioden och reflektera över vår svenska självbild.
I boken I glömskans land: exkursioner i sentida svensk-tyska spår (2014) skriver hon om tyskar som kom till Sverige under efterkrigstiden, till exempel tusentals unga tyska kvinnor som blev hembiträden i det svenska folkhemmet och andra arbetskraftsimmigranter och gästarbetare. Boken anges fylla luckor i och ge nya nyanser åt vår historieskrivning om framförallt efterkrigstiden.
Scenkonstföreställningen I Glömskans Land som hade premiär 2019 bygger på de bägge böckerna Tysklands bleka barn och I glömskans land.
År 2021 gav hon ut Det där tyska. Hon beskriver där dels den egna släktens vedermödor i ett efterkrigstida Europa och hur erfarenheterna från kriget än idag präglar den tyska offentligheten, men också hur vår svenska självbild har formats i mötet med just ”Det där tyska”.

### Översättningar
- Bauer, Thomas (2019). Förlusten av mångfald - när världen görs enfaldig. Översättning: Ylva Herholz. Ludvika: Dualis. Libris fq60pdvwcf5t9vjb. ISBN 9789187852633